# Muismaki's
De muismaki's (Microcebus) zijn een geslacht uit de familie dwergmaki's (Cheirogaleidae) uit Madagaskar. De wetenschappelijke naam van het geslacht werd in 1834 gepubliceerd door Étienne Geoffroy Saint-Hilaire.

## Beschrijving
Muismaki's hebben een totale lichaamslengte tussen de 23 en 29 centimeter en een gewicht tussen de 30 en 75 gram. Hiermee zijn ze het kleinste geslacht van primaten. De kleinste muismaki is Microcebus berthae, deze heeft een lichaamslengte van 9 tot 9,5 centimeter en weegt ongeveer 30,5 gram. Bij elke soort is het gemiddelde gewicht gelijk bij mannetjes en wijfjes.
Muismaki's zijn nachtactieve omnivoren. Naast fruit, bloemen, nectar, bladeren, knoppen en hars eten ze ook geleedpotigen en kleine gewervelden. Ze vormen een belangrijke rol in het bestuiven van bloemen.

## Verspreiding
Muismaki's zijn endemisch op Madagaskar en komen in alle typen wouden over het hele eiland voor. Geen ander geslacht van lemuren komt zo veelvuldig op het eiland voor.

## Taxonomie
Aanvankelijk telde het geslacht slechts twee soorten: de dwergmuismaki (M. murinus) in de droge regio's in het noorden, zuiden en westen en de rode muismaki (M. rufus) in de tropische regenwouden in het oosten. In de loop der tijd zijn een groot aantal nieuwe soorten ontdekt en onderzoekers geloven dat er nog een groot aantal onontdekt zijn.
Het geslacht Microcebus bestaat uit de volgende bekende soorten:
- Microcebus arnholdi[3]
- Microcebus berthae
- Microcebus danfossi
- Microcebus gerpi[4]
- Microcebus griseorufus
- Microcebus jollyae[5]
- Microcebus jonahi[6]
- Microcebus lehilahytsara[7][8]
- Microcebus macarthurii[9]
- Microcebus mamiratra[10]
- Microcebus margotmarshae[3]
- Microcebus murinus – Dwergmuismaki
- Microcebus myoxinus – Kleine dwergmuismaki
- Microcebus ravelobensis – Goudbruine muismaki
- Microcebus rufus – Rode muismaki
- Microcebus sambiranensis
- Microcebus simmonsi[5]
- Microcebus tanosi[11]
- Microcebus tavaratra

### Synoniemen
Naast de bovengenoemde soorten, worden er vaak nog nog zes soorten erkend. Echter, naar aanleiding van onderzoek uit 2024 zijn deze soorten als synoniem ondergebracht bij andere soorten.
- Microcebus bongolavensis wordt tot Microcebus ravelobensis gerekend.
- Microcebus boraha wordt bij Microcebus simmonsi gerekend.
- Microcebus ganzhorni en Microcebus manitatra zijn bij Microcebus murinus ondergebracht.
- Microcebus marohita wordt voorlopig bij Microcebus jollyae gerekend.
- Microcebus mittermeieri is bij Microcebus lehilahytsara ondergebracht.